# Bohemund IV van Antiochië
Bohemund IV van Antiochië (De Poitiers)(1172 - maart 1233) bijgenaamd Eenoog, was vorst van Antiochië tussen 1201 en 1216 en weer vanaf 1219 tot zijn dood in 1233. Hij was ook graaf van Tripoli vanaf 1189 als Bohemund I van Tripoli.

## Opvolgingsperikelen
In de eerste jaren van zijn regeerperiode waren er politieke strubbelingen en oorlog over het rechtmatige eigendom van de titel vorst van Antiochië. Bohemund had een oudere broer genaamd Raymond, die was aangewezen als opvolger van Raymond III van Tripoli, maar de vader van de broers, Bohemund III van Antiochië, stuurde Bohemund IV naar Tripoli om het regentschap op zich te nemen, omdat hij liever zijn oudste zoon dichter bij de troon wilde houden. Maar enkele jaren later overleed Raymond al vroeg (1199), nog geen dertig jaar oud, en nam Bohemund IV ook het regentschap van Antiochië op zich.
In 1216 claimde de zoon van Raymond, Raymond-Ruben, de titel van Prins van Antiochië, omdat hij in rechte lijn de troonopvolger was. Raymond-Ruben werd gesteund door de machtige koning Leo II van Armenië, en door de overmacht moest Bohemund inbinden en plaatsmaken voor zijn oomzegger. In 1219 wist Bohemund echter Antiochië opnieuw in te nemen. Hij bleef deze keer prins tot aan zijn dood. Bohemund nam ook deel aan de Zesde Kruistocht (1228-1229) en was een felle tegenstander van de Hospitaalridders. Bohemund werd in 1230 geëxcommuniceerd door paus Gregorius IX.

Wapen van het huis Antiochie

## Huwelijk en kinderen
Bohemund was getrouwd met Plaisance van Gibelet, rond 21 augustus, 1198 met wie hij minstens zes kinderen kreeg:
- Raimond de Poitiers (1195 – vermoord bij Tortosa, 1213), kanselier van Antiochië
- Bohemond V de Poitiers, zijn opvolger
- Philip I de Poitiers (d. vergiftigd tijdens zijn gevangenschap, 1226), Koning Consort van Armenië (1222-1224), huwde met Koningin Isabella van Armenië in 1222
- Hendrik de Poitiers (getrouwd met Isabelle van Lusignan en vader van koning Hugo III van Cyprus en I van Jerusalem)
- Maria de Poitiers , die mogelijk getrouwd is met Thoros van Armenië in 1220 (d. 1266), zoon van Koningin Isabella van Armenië en haar tweede man Hethum I van Armenië, Koning Consort van Armenië.

Na de dood van zijn eerste vrouw, trouwde hij opnieuw in Tripoli, in januari, 1218 met Mélissende van Lusignan (c. 1200 – after 1249), Prinses van Cyprus, dochter van Amalrik II van Jeruzalem en zijn tweede vrouw Isabella van Jeruzalem. Uit dit huwelijk kreeg Bohemund drie dochters:
- Orgueilleuse de Poitiers, overleed jong, ongetrouwd en zonder nageslacht
- Helvis de Poitiers, overleed jong, ongetrouwd en zonder nageslacht
- Maria de Poitiers (Castello de Canosa, Apulia, na 10 december, 1307)